# Rudolf Ludloff (Wirtschaftshistoriker)
Rudolf Ludloff (* 31. Januar 1927 in Cronschwitz) ist ein deutscher Wirtschaftshistoriker.

## Leben und wissenschaftliches Werk
Rudolf Ludloff ist ein Nachfahre von Hermann Ludloff, dem letzten Gutsbesitzer von Billmuthausen und einer „Familie von Großagrariern“.
Er promovierte 1955 bei Max Steinmetz in Jena und habilitierte 1961 basierend auf den Erfahrungen von Bernhard Averbeck, dem ehemaligen Geschäftsführer des Prüssing-Konzerns. Gemeinsam mit einem weiteren „Propaganda-Buch“ beendete er programmatisch die vorsichtige Annäherung innerhalb der Hauptgruppe Technikgeschichte des Vereins Deutscher Ingenieure (VDI).
1961 wurde das Institut für Geschichte der Naturwissenschaften und Technik in der Fakultät für Mathematik (nicht bei den Gesellschaftswissenschaften) an der Hochschule für Maschinenbau Karl-Marx-Stadt geschaffen. Ludloff wurde als Leiter bestellt und plädierte für „Geschichte der Technik und Naturwissenschaften“, um die Namensgleichheit mit dem Dresdner Institut zu wahren.
Seine Lehrstationen als Professor waren:
- 1951–1955 Politische Ökonomie und später Wirtschaftsgeschichte an der Friedrich-Schiller-Universität Jena[10]
- 1961–1969: Geschichte der Technik an der Hochschule für Maschinenbau Karl-Marx-Stadt/Technischen Hochschule Chemnitz
- 1970/71: Wissenschaftlichen Sozialismus an der Technischen Hochschule Chemnitz
- 1972–1993: Wirtschaftsgeschichte an der Technischen Hochschule Chemnitz/Technischen Universität Chemnitz

Zum 125-jährigen Jubiläum der Hochschule für Maschinenbau Karl-Marx-Stadt 1963 veröffentlichte Ludloff eine Schulgeschichte.
1962/1963 profitierte Ludloff, auch durch Zurückhaltung, von der Auseinandersetzung zwischen dem gewerkschaftsnahen Professor Heinz Müller der TU Dresden und der Partei um die Ausrichtung des Instituts für Geschichte der Technik und Naturwissenschaften (in die Müller Ludloff auch eingebunden hatte). Es folgte die Auflösung des Instituts. Ludloff protestierte gegen die Schließung, wechselte nicht an die TU Dresden, übernahm aber Müllers Habilitationsthema Bürgerliche Technikgeschichte Westdeutschlands als Schwerpunkt seines Instituts.
Das 1964 veröffentlichte Buch zur Geschichte der Technik knüpft an die Auseinandersetzung an, da bei der Erstellung nur Vertreter der Technikgeschichte aus Chemnitz und nicht Berliner oder Dresdner Vertreter eingebunden waren.
Er verfasste auch eine Festschrift zum 10-jährigen Bestehen der Hochschule für Maschinenbau Karl-Marx-Stadt und deren Umbenennung in Technischen Hochschule Chemnitz.

## Politische Aktivitäten
Am 16. September 1950 nahm Ludloff als durch die SED-Betriebsorganisation benanntes Mitglied an einer Veranstaltung (Treitschke-Debatte) zur Bloßstellung von Karl Griewank teil.
Ab dieser Zeit konnte er als „Wegbereiter der DDR-Geschichtswissenschaft“ im Sinne einer rigorosen Etablierung des Marxismus-Leninismus durch „staatliche, (geheim)polizeiliche und juristische Mittel“ angesehen werden, was sich auch in seinen Veröffentlichungen widerspiegelt.
Eine kritische Würdigung des politischen Wirkens unternahmen Werner Fritsch und Werner Nöckel.

## Veröffentlichungen (Auswahl)
- mit Horst Drechsler und Günter Steiger: Wartburgfest der deutschen Studenten 1955. 1817-1955, Festgabe der Friedrich-Schiller-Universität Jena zum 14. – 16. Oktober 1955, Selbstverlag der Universität Jena, 1955.
- Der Aufenthalt deutscher Hochschullehrer in Moskau und Leningrad. In: Wissenschaftliche Zeitschrift der Friedrich-Schiller-Universität Jena. Gesellschafts- und Sprachwissenschaftliche Reihe 6, 1956/57, H. 6, S. 709–722.[16]
- Zur sozialökonomischen Entwicklung in der Glasindustrie Thüringens und Hessens im 16. und 17. Jahrhundert. Thüringer Heimat 2, 1957.
- Industrial development in 16th – 17th century Germany – Past and Present, 1957.
- Die politische Entwicklung an der Universität Jena in der Periode der relativen Stabilisierung des Kapitalismus (1924–1928). In: Wissenschaftliche Zeitschrift der Friedrich-Schiller-Universität Jena. Gesellschafts- und Sprachwissenschaftliche Reihe 7, 1957/58, H. 2/3, S. 213–228.[17]
- Die humanistische Berufung der deutschen Wissenschaft und Technik kann nur unter Führung der Arbeiterklasse ihre Erfüllung finden, Urania, 1963
- Die produktiven Kräfte des Kapitalismus und das Programm der PDS, UTOPIE kreativ, H. 132 (Oktober 2001), S. 902–908 (online).
- Optimistische deutsche Geschichte der Gegenwart: Wirtschaft, Technik, Wissenschaft, Poesie, Politik, NORA, 2002